# 谭顺妃
恭僖順妃，亦稱為譚順妃（15世紀?—1425年），湖南長沙府湘潭縣光澤鄉人，河南道監察御史譚福之女，明朝明仁宗朱高熾之妃。

## 生平
《明仁宗昭皇帝實錄》並沒有冊封譚氏的記載。永樂二十二年十月初八日（1424年10月29日），剛即位的明仁宗冊立張氏為皇后，並且冊封郭氏為貴妃，李氏為賢妃，趙氏為惠妃，王氏為淑妃，王氏為昭容。洪熙元年三月初七日，冊封張氏為敬妃。以上兩則冊封明仁宗後宮的記錄均沒有譚氏之名。明末清初人毛奇齡所撰的《勝朝彤史拾遺記》亦未提及譚氏在永樂二十二年十月冊封之列。
洪熙元年五月十二日（1425年5月29日），明仁宗駕崩。同年七月初二日，剛即位的明宣宗朱瞻基追謚皇庶母貴妃郭氏曰「恭肅」，淑妃王氏曰「貞惠」，麗妃王氏曰「惠安」，順妃譚氏曰「恭僖」，充妃黃氏曰「恭靖」。由此可知，譚順妃殉葬而死，死後被追謚為恭僖順妃。
譚順妃死因不明，但有可能是被縊死的。根據《朝鮮王朝實錄》的記載，明成祖朱棣駕崩後，首先在庭院中為三十多位隨葬宮人提供飲食，然後將她們帶到殿堂，讓她們站在小木床上，將頭套入繩圈，隨後便撤去木床縊死。
《湘潭縣志》嘉靖年間刻本記譚氏是湘潭光澤鄉人，父親譚福在永樂十六年（1418年）由知縣擢升為浙江道御史。永樂二十一年（1423年），譚氏被選為「洪熙帝妃」（嘉慶年間刻本誤寫為「皇太子妃」）。洪熙元年，明仁宗駕崩，「妃自縊，宣廟敕封昭容恭禧順妃」。《湘潭縣志》光緒年間刻本稱譚氏家族自宋朝以來就是名門望族，譚氏因高貴的門第和良好的容貌德行而受人敬重，「卽位冊爲順妃」、「未受冊」，並且據說曾經誕育皇女，以上說法的來源不詳。

## 備註
1. ↑  此記載或有誤。《明太宗文皇帝實錄》記永樂六年（1408年）九月十七日，明成祖朱棣下旨擢升戶部司務譚福等人為刑科給事中。永樂七年（1409年）五月二十七日，皇太子朱高熾下令擢升臨潼縣知縣譚福為浙江道監察御史。永樂七年六月初三日，皇太子下令將浙江道監察御史譚福調往河南道。